# Alfabeto fonético del ferrocarril
Simplemente conocido en el medio ferroviario en México como Alfabeto Fonético, es un recurso de seguridad en las comunicaciones verbales, telefónicas o radiales en el ferrocarril. Se trata de un tipo particular de Alfabeto por palabras.

## Origen
En el idioma español, existen letras homófonas o algunas de sonido similar, que suelen prestarse a confusiones cuando son transmitidas por radio, teléfono o incluso verbalmente, por lo que al adoptarse el uso de la radiocomunicación en los Ferrocarriles Nacionales de México, se optó por utilizar un alfabeto fonético que permitiera la perfecta identificación de las letras o iniciales que se estén transmitiendo. Este recurso se usa para la intercomunicación entre tripulaciones de trenes, tripulaciones-despachador, tripulaciones-jefe de patio, y otros empleados del ferrocarril que requieran de una perfecta comprensión de los datos transmitidos.
El alfabeto fonético emplea nombres de estaciones de Ferrocarriles Nacionales de México para describir cada letra, excepto en el caso de las letras H, K, M, T y W.

## Método de uso
Se utiliza para confirmar cualquier dato de relevancia para la operación ferroviaria, tales como: iniciales y números de locomotoras, iniciales y números de carros, placas kilométricas, iniciales del personal, hora, fecha, etc.
Deben decirse primero las letras seguidas, y después decirse una por una, de acuerdo al alfabeto fonético, siendo el mismo caso para las cantidades numéricas.
Ejemplos
Al describir un carro entre tripulaciones, siendo el carro FSRR 100179, se dice:
"F de Ferronales", "S de Salamanca", "R de Rodríguez", "R de Rodríguez",
100179, Uno, cero, cero, uno, siete, nueve.
O en el caso de comunicación con el despachador, al describir la placa kilométrica 126 en la línea VB:
"Proceda de placa kilométrica VB, V de Veracruz B de Barroterán 126, uno, dos seis..."
Cada letra al ser descrita con una palabra debe llevar el prefijo "de".
| Letra | Palabra           |
| A     | de Aguascalientes |
| B     | de Barroterán     |
| C     | de Colima         |
| D     | de Durango        |
| E     | de Ébano          |
| F     | de Ferronales     |
| G     | de Guadalajara    |
| H     | de Hidalgo        |
| I     | de Irapuato       |
| J     | de Jalisco        |
| K     | de Kilómetro      |
| L     | de Lagos          |
| M     | de México         |
| N     | de Nochistongo    |
| O     | de Oaxaca         |
| P     | de Pachuca        |
| Q     | de Querétaro      |
| R     | de Rodríguez      |
| S     | de Salamanca      |
| T     | de Tamaulipas     |
| U     | de Uruapan        |
| V     | de Veracruz       |
| W     | de Washington     |
| X     | de Xochimilco     |
| Y     | de Yurécuaro      |
| Z     | de Zacatecas      |